# EUMETNET
Le GIE EUMETNET (pour European Meteorological Network) est un réseau regroupant 33 services météorologiques européens. Ce réseau fournit un cadre pour les programmes de coopération dans les activités de base de ses membres. Sont concernés : les systèmes d'observation, le traitement des données, les produits de base de la prévision, la recherche et le développement ainsi que de l'enseignement et la climatologie. Les produits commerciaux sont exclus de ce cadre. EUMETNET est plus un réseau qu'un organisme intergouvernemental tel que le Centre européen de prévision météorologique à moyen terme ou EUMETSAT, financés par les États membres. EUMETNET dispose d'un bureau de coordination basé à Bruxelles.
EUMETNET est un groupement d'intérêt économique (GIE) de droit belge depuis le 17 septembre 2009
.

## Objectifs
Le GIE EUMETNET permet la création de programmes et projets dont les objectifs ne pourraient être atteints par des services météorologiques nationaux travaillant seuls. Il s'agit notamment de :
- développer les réseaux d'observation ;
- harmoniser les formats et la qualité ;
- échanger les spécifications instrumentales et les méthodes de traitement des données ;
- faciliter l'échange des données opérationnelles ;
- développer des produits nouveaux, méthodes et logiciels ;
- permettre à chaque membre de bénéficier des développements réalisés par d'autres et éviter ainsi une duplication ;
- optimiser l'utilisation des ressources collectives ;
- développer l'intérêt et la stimulation grâce à l'échange de savoir-faire...

## Programmes
Les programmes en cours du GIE se répartissent dans trois domaines : observation, prévision et climatologie.

### Observation
EUCOSProgramme d'observation composite d'EUMETNET dont l'objectif est d'améliorer la qualité de la prévision numérique du temps à l'échelle européenne (24 à 72 heures) grâce à :
- un transfert de moyens depuis les régions territoriales les mieux observées vers les régions maritimes
- un cofinancement de nouvelles observations basé sur un partage des coûts en fonction du RNB des pays membres

Quatre sous-programmes opérationnels sont intégrés à EUCOS :
- E-AMDAR : mesure de vent et de température à partir d'avions commerciaux ;
- E-ASAP : sondages aérologiques réalisés à partir de navires ;
- E-SURFMAR : observation marine de surface à partir de bouées et de navires ;
- E-PROFILE: coordination et échange des données issues des radars profileur de vents et des Célomètre.

E-GVAPMesure du contenu en vapeur d'eau de l'atmosphère à partir de données du réseau GPS.
OPERAÉchange de données et de produits issus des radars météorologiques.

### Prévision
C-SRNWPCoordination entre les cinq consortiums européens travaillant chacun sur un modèle de prévision numérique du temps à échelle fine (recherche et développement). Ces consortiums sont ceux d'ALADIN, de COSMO, d'HIRLAM, de LACE et du Met Office. Deux sous-programmes y sont rattachés :
- SRNWP Verification : comparaison des prévisions opérationnelles déterministes à partir d'une « version de référence » de chacun des modèles de consortiums;
- SRNWP Interoperability : définition d'un format standard pour l'échange de données entre les consortiums. Élaboration d'un logiciel de conversion;

EMMADéveloppement d'un système européen d'information graphique sur les risques météorologiques potentiels au cours des 24 prochaine heures (carte de vigilance européenne).
SatRepConception de produits opérationnels combinant les images infrarouge des satellites Meteosat aux sorties de modèles météorologiques.
EUMETCALDéveloppement et maintenance d'un système de formation au métier de météorologiste, assisté par ordinateur.

### Climatologie
ECSNCoopération dans le domaine de la climatologie. Deux sous-programmes y sont rattachés :
- PEP725 : création et maintien d'une base de données phénologiques ;
- EUMETGRID : développement et maintien d'une infrastructure pan-européenne pour la réalisation et la diffusion de données climatiques maillées.

### Autres programmes
Deux programmes sont directement rattachés à direction d'EUMETNET. Il s'agit de :
- EUMETRep : représentation collective des membres d'EUMETNET auprès des institutions de l'Union européenne. Action menée en partenariat avec le CEPMMT et EUMETSAT ;
- EUMETFREQ : coordination des actions de protection des fréquences radio-électriques utilisées à des fins météorologiques (télédétection passive et active).

### Groupes de travail
Des groupes de travail ont aussi été constitués :
- WG-ENV : coopération dans le domaine de l'environnement ;
- WG-GMES : coordination des actions relatives à GMES ;
- INSPIMET : coordination des actions relatives à la directive européenne INSPIRE ;
- AVIMET : coordination des actions relatives à la météorologie aéronautique.

## Services membres et partenaires
Les services météorologiques des pays suivants sont membres d'EUMETNET, : Allemagne, Autriche, Belgique, Chypre, Croatie, Danemark, Espagne, Estonie, Finlande, France, Grèce, Hongrie, Islande, Irlande, Italie, Lituanie, Lettonie, Luxembourg, Macédoine du Nord,Malte, Monténégro, Norvège, Pays-Bas, Pologne, Portugal, Roumanie, Royaume-Uni, Serbie, Slovaquie, Slovénie, Suède, Suisse et Tchéquie.
Les services partenaires sont : Bulgarie, Israël, Moldavie et Turquie.